# Kungliga biblioteket
De Kungliga biblioteket (Nederlands: Koninklijke Bibliotheek, KB) is de nationale bibliotheek van Zweden, gevestigd in Stockholm. Ze heeft de opdracht alle Zweedse gedrukte werken en bepaalde elektronische publicaties zo volledig mogelijk te verzamelen, bewaren, beschrijven en toegankelijk te maken voor het publiek. Daarbuiten verzamelt de KB ook anderstalige werken die op Zweden betrekking hebben, bijvoorbeeld buitenlandse uitgaven van Zweedse schrijvers.
De fundamenten voor de oprichting van de KB werden gelegd door een verordening uit 1661. In het vervolg moest, voordat het werk beschikbaar mocht worden gemaakt, van elk gedrukt werk een kopie aan de KB en aan het Rijksarchief beschikbaar gesteld worden. De reden hiervoor was echter niet een poging tot het invoeren van de huidige depotplicht, het verzamelen van alle werken voor het nageslacht, maar om controle te hebben over de inhoud van uitgaven, censuur dus.
Sinds 1997 archiveert de KB ook het Zweedse (.se) deel van het World Wide Web. In het begin was het archief nog niet toegankelijk voor het publiek vanwege auteursrechtenkwesties, maar vanaf 2004 kunnen bezoekers het archief doorzoeken vanaf computers in het KB-gebouw.
Andere taken van de Koninklijke Bibliotheek zijn de coördinatie van de Zweedse onderzoeksbibliotheken en het Library Information System, (LIBRIS).